# Актам (Байганінський район)
Акта́м (каз. Ақтам) — село складі Байганінського району Актюбінської області Казахстану. Входить до складу Жаркамиського сільського округу.
Населення — 26 осіб (2021; 110 у 2009, 229 у 1999, 359 у 1989).